# Кіскакулбаш
Кіскакулба́ш (рос. Кискакулбаш, башк. Ҡыҫҡаҡулбаш) — присілок у складі Буздяцького району Башкортостану, Росія. Входить до складу Кузеєвської сільської ради.
Населення — 34 особи (2010; 35 у 2002).
Національний склад:
- башкири — 51 %
- татари — 49 %